# Pareheruenemef
Parheruenemef (fl. XIII secolo a.C.) è stato un militare egizio il terzo figlio del faraone Ramesse II e di sua moglie Nefertari.
| pA | ra · Z1 | Hr · Z1 | R14 | a · f | A51 |

| pA | ra · Z1 | Hr · Z1 | R14 | a · f | A51 |

In iscrizione fu definito flabellifero alla destra del re, lo scriba reale, gran comandante dell'armata, il primo carrista di sua Maestà, Parheruenemef; e ancora  Primo valoroso dell'esercito, sovrintendente delle scuderie...
Il principe prese parte alla Battaglia di Qadeš, dove svolse la funzione di messaggero, infatti fu lui ad accelerare l'arrivo dei rinforzi da parte della divisione di Ptah, morì intorno all'anno 20 del regno di suo padre. La sua tomba, KV42, si trova nella Valle delle Regine e fu scoperta durante la campagna archeologica del 1902 guidata da Ernesto Schiaparelli. Fra i reperti trovati nella tomba vi è un sarcofago in granito rosa, provvisto di una parte del coperchio, appartenuto probabilmente alla sposa di Parheruenemef